# حسين أزميجاني
حسين أزميجاني من مواليد (29 أبريل 1963) في مدينة شكودر في ألبانيا وهو لاعب كرة قدم ألباني
لعب لعدة أنديه فلازنيا شكودر 1981 - 1991 وجازليك أجاكسيو 1991 - 1994 والنصر السعودي 1994 - 1995 وسانت بولي 1995 - 1996 ولكن زميجاني بلغ ذروة نجاحه في السعودية مع النصر السعودي حيث حقق معه دوري خادم الحرمين الشريفين مرتين عامي 1994 - 1995 كما لعب مع منتخب ألبانيا لكرة القدم في الفترة 1984 - 1995.

## وصلات خارجية
- حسين أزميجاني على موقع الاتحاد الدولي (مؤرشف)  (الإنجليزية)
- حسين أزميجاني على موقع الاتحاد الأوربي (الإنجليزية)
- حسين أزميجاني على موقع قاعدة بيانات كرة القدم.إي يو (الإنجليزية)
- حسين أزميجاني على موقع بيانات كرة القدم. دي إي (الألمانية)
- حسين أزميجاني على موقع ناشيونال فوتبول تيمز (الإنجليزية)